# Grote Arcana

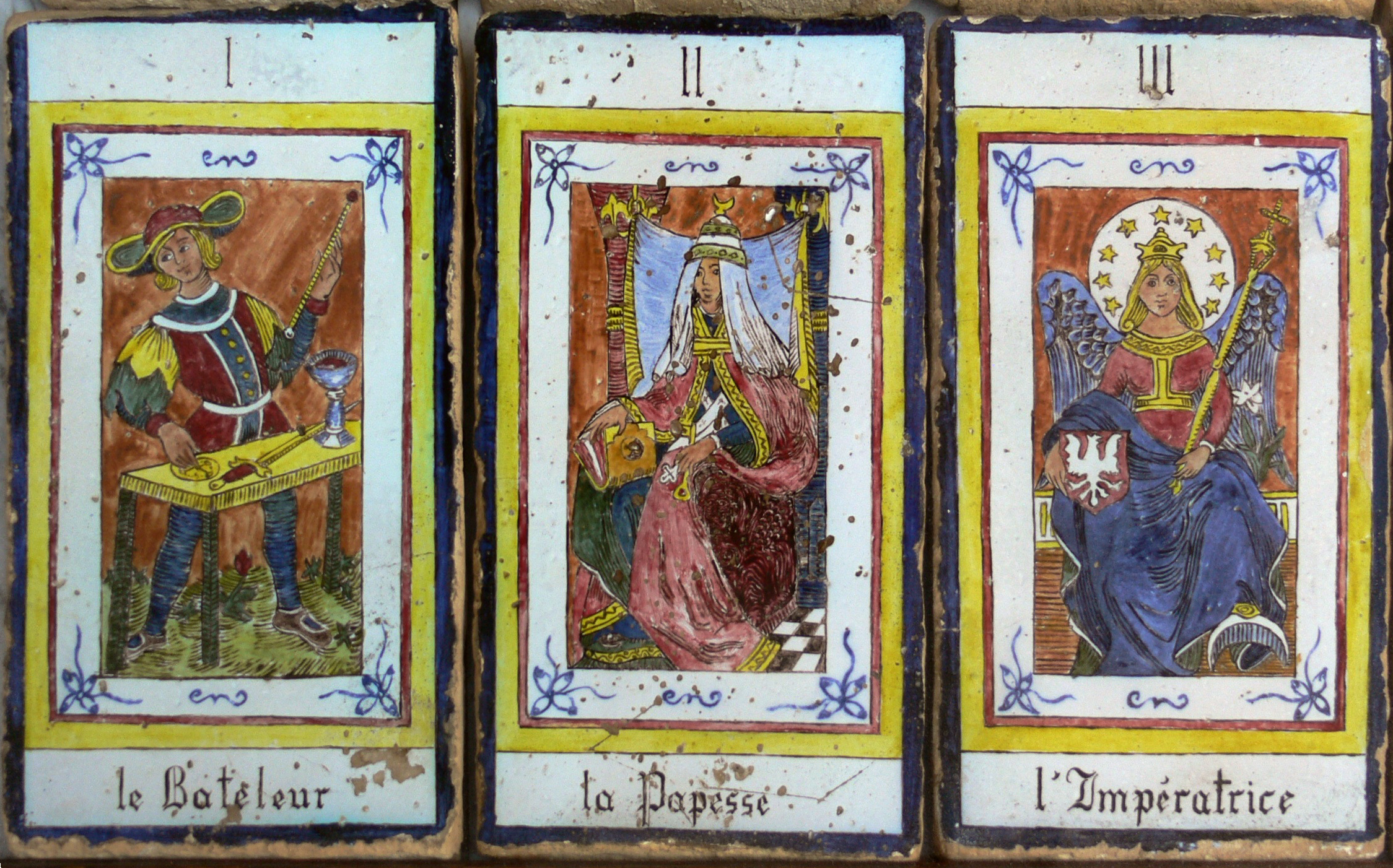
Drie tegels: v.l.n.r. De Magiër, De Hogepriesteres en De Keizerin

De Grote Arcana is een verzamelnaam voor 22 kaarten, die deel uitmaken van het tarotspel. De benaming is afkomstig van het Latijnse Arcanum wat geheim betekent.
Traditioneel bestaat de tarot uit twee groepen: de Grote Arcana en de Kleine Arcana. De term Grote Arcana wordt alleen gebruikt bij esoterische praktijken met tarotkaarten en bij de analyse van de symbolische betekenis (bijvoorbeeld door psychoanalytici). In het Franse kaartspel dat ook Tarot heet, noemt men de 21 genummerde kaarten atouts (troeven) plus de dwaas le mat of l'excuse (de joker).
Elke kaart van de Grote Arcana heeft een naam en een nummer van 0 (nul) tot 21. Meestal worden Romeinse cijfers gebruikt. Terwijl de Tarot van Marseille bij de Kleine Arcana geen menselijke figuren of taferelen uitbeeldt, toont de Rider-Waite Tarot op elke kaart een menselijke figuur, omgeven door een aantal symbolen uit de astrologie en/of de Hermetische kabbala. Bij de Grote Arcana beelden alle genoemde tarots archetypische taferelen uit, die sinds het verschijnen van de tarot van Marseille niet veel van elkaar verschillen.
De kaarten hebben een vaste volgorde, al is er discussie over de plaats van sommige kaarten (zo worden in de Rider-Waite Tarot de kaarten Gerechtigheid en Kracht omgewisseld). De volgorde in onder andere de Rider-Waite Tarot, de Thoth tarot van Aleister Crowley en de meeste recente tarots is als volgt:
1. De Magiër
2. De Hogepriesteres of La Papesse
3. De Keizerin
4. De Keizer
5. De Hiërofant, Hogepriester of Paus
6. De Geliefden
7. De Zegewagen
8. Gerechtigheid (of 11.)
9. De Kluizenaar of De Heremiet
10. Het Rad van Fortuin
11. Kracht (of 8.)
12. De Gehangene
13. De Dood
14. Gematigdheid
15. De Duivel
16. De Toren
17. De Ster
18. De Maan
19. De Zon
20. Het Oordeel
21. De Wereld
22. De Dwaas (krijgt ook het cijfer nul)

In de oudste bekende kaarten, de Visconti-Sforza tarots, zijn de kaarten niet genummerd.
In de Tarot van Marseille, waarop de moderne tarots gebaseerd zijn, heeft Le Mat (De Dwaas) geen nummer ook al is er een plaats voor voorzien. De dertiende kaart heeft er ook geen naam en verschillende kaarten hebben een andere naam dan in de recentere spelen (vb. La Papesse, Le Pape, La Maison Dieu).
Bij de interpretatie van tarotkaarten door waarzeggers, zouden de kaarten van de Grote Arcana iets zeggen over de grote thema's in het leven. De kaarten van de Kleine Arcana daarentegen vertellen iets over het leven van alledag.